# 明朝伯爵列表 (成祖始封)

### 安平伯
| 大明安平伯（1410年—？） |        |      |      |                      |                             |        |
| 傳位                    | 諡號   | 姓名 | 年數 | 在位時間（公历）     | 在位時間（夏历）            | 备注   |
| 第1代                   | 安平伯 | 李安 | 20年 | 1410年1月5日－1428年 | 永樂七年十二月戊戌—宣德二年 | 李遠子 |
| 复封                    | 安平伯 | 李安 |      | 1457年8月1日－       | 天順元年七月癸酉—           | 李遠子 |

### 興安伯
| 大明興安伯（1402年—1644年） |            |        |      |                         |                                     |          |
| 傳位                        | 諡號       | 姓名   | 年數 | 在位時間（公历）        | 在位時間（夏历）                    | 备注     |
| 第1代                       | 興安伯     | 徐祥   | 3年  | 1402年9月30日－1404年   | 建文四年九月甲申—永樂二年五月       |          |
| 第2代                       | 興安武襄侯 | 徐亨   | 41年 | 1404年－1444年          | 永樂二年—正統九年，晋封侯           | 徐祥孫   |
| 第3代                       | 興安伯     | 徐賢   | 10年 | 1460年－1469年          | 天順四年—成化五年十一月             | 徐亨子   |
| 第4代                       | 興安伯     | 徐盛   | 25年 | 1480年12月9日－1504年   | 成化十六年十一月甲申—弘治十七年二月 | 徐賢子   |
| 第5代                       | 興安伯     | 徐良   | 26年 | 1509年1月9日－1533年    | 正德三年十二月壬午—嘉靖十二年       | 徐盛從子 |
| 第6代                       | 興安伯     | 徐勛   | 2年  | 1534年9月10日－1535年   | 嘉靖十三年八月丁酉—嘉靖十四年       | 徐良子   |
| 第7代                       | 興安伯     | 徐夢暘 | 63年 | 1541年6月18日－1604年初 | 嘉靖二十年五月庚戌—萬曆卅一年十二月 | 徐勛子   |
| 第8代                       | 興安伯     | 徐繼榮 | 3年  | 1604年初－1605年6月11日 | 萬曆卅一年—萬曆卅三年四月己巳       | 徐夢暘孫 |
| 第9代                       | 興安伯     | 徐汝孝 |      | 1609年10月2日－         | 萬曆卅七年九月癸未—崇禎             | 徐夢暘子 |
| 第10代                      | 興安伯     | 徐繼本 |      |                         | 崇禎                                | 徐汝孝子 |
| 第11代                      | 興安伯     | 徐治安 |      |                         | 崇禎                                | 徐繼本子 |

### 武康伯
| 大明武康伯（1402年—1453年） |        |      |      |                        |                               |        |
| 傳位                        | 諡號   | 姓名 | 年數 | 在位時間（公历）       | 在位時間（夏历）              | 备注   |
| 第1代                       | 武康伯 | 徐理 | 7年  | 1402年9月30日－1408年  | 建文四年九月甲申—永樂六年二月 |        |
| 第2代                       | 武康伯 | 徐楨 | 36年 | 1409年11月20日－1444年 | 永樂七年十月壬子—正統九年六月 | 徐理子 |
| 第3代                       | 武康伯 | 徐勇 | 1年  | 1453年3月11日－1453年  | 景泰四年二月己丑—景泰四年     | 徐楨子 |

### 襄城伯
| 大明襄城伯（1402年—1644年） |            |        |      |                              |                                     |          |
| 傳位                        | 諡號       | 姓名   | 年數 | 在位時間（公历）             | 在位時間（夏历）                    | 备注     |
| 第1代                       | 襄城伯     | 李濬   |      | 1402年9月30日－              | 建文四年九月甲申—                   |          |
|                             |            |        |      |                              | 晋封侯                              |          |
| 第2代                       | 襄城伯     | 李隆   | 42年 | 1406年10月24日－1447年       | 永樂四年九月己巳—正統十二年         | 李濬子   |
| 第3代                       | 襄城悼僖侯 | 李珍   | 2年  | 1449年1月16日－1449年        | 正統十三年十二月甲戌—正統十四年     | 李隆子   |
| 第4代                       | 芮國壯武公 | 李瑾   | 19年 | 1450年8月5日－1468年8月19日  | 景泰元年六月庚子—成化四年八月己酉   | 李珍弟   |
|                             |            |        |      |                              | 成化四年八月己酉晋封侯              |          |
| 第5代                       | 襄城伯     | 李黼   | 10年 | 1489年10月8日－1498年5月27日 | 弘治二年九月己巳—弘治十一年五月壬寅 | 李瑾子   |
| 第6代                       | 襄城伯     | 李鄌   | 12年 | 1498年9月10日－1509年        | 弘治十一年八月戊子—正德四年七月     | 李隆孫   |
| 第7代                       | 襄城恭敏伯 | 李全禮 | 31年 | 1510年1月25日－1539年        | 正德四年十二月癸卯—嘉靖十八年       | 李鄌子   |
| 第8代                       | 襄城伯     | 李應臣 | 42年 | 1541年3月5日－1582年         | 嘉靖二十年二月乙丑—萬曆十年         | 李全禮子 |
| 第9代                       | 襄城伯     | 李成功 | 27年 | 1582年－1609年1月26日        | 萬曆十年—萬曆卅六年十二月甲戌       | 李應臣子 |
| 第10代                      | 襄城伯     | 李守錡 |      | 1610年3月11日－              | 萬曆三十八年二月癸亥—崇禎           | 李成功子 |
| 第11代                      | 襄城伯     | 李國楨 | 15年 | 1630年－1644年               | 崇禎三年—崇禎十七年                 | 李守錡子 |

### 新昌伯
| 大明新昌伯（1402年—1403年） |        |      |      |                       |                               |      |
| 傳位                        | 諡號   | 姓名 | 年數 | 在位時間（公历）      | 在位時間（夏历）              | 备注 |
| 第1代                       | 新昌伯 | 唐雲 | 2年  | 1402年9月30日－1403年 | 建文四年九月甲申—永樂元年七月 |      |

### 新寧伯
| 大明新寧伯（1402年—1644年） |            |        |      |                              |                                     |          |
| 傳位                        | 諡號       | 姓名   | 年數 | 在位時間（公历）             | 在位時間（夏历）                    | 备注     |
| 第1代                       | 新寧伯     | 譚忠   | 32年 | 1402年9月30日－1433年        | 建文四年九月甲申—宣德八年五月       | 譚淵子   |
| 第2代                       | 新寧伯     | 譚璟   | 15年 | 1435年3月24日－1449年        | 宣德十年二月丁卯—正統十四年六月     | 譚忠子   |
| 第3代                       | 新寧伯     | 譚裕   | 4年  | 1449年10月26日－1452年       | 正統十四年十月丁巳—景泰三年三月     | 譚璟子   |
| 第4代                       | 新寧莊僖伯 | 譚祐   | 69年 | 1457年6月22日－1525年        | 天順元年六月癸巳—嘉靖四年           | 譚裕弟   |
| 第5代                       | 新寧伯     | 譚綸   | 24年 | 1526年2月1日－1548年         | 嘉靖四年閏十二月甲戌—嘉靖廿七年     | 譚祐子   |
| 第6代                       | 新寧伯     | 譚功承 | 20年 | 1548年9月30日－1567年3月20日 | 嘉靖廿七年八月辛未—隆慶元年二月丙午 | 譚綸子   |
| 第7代                       | 新寧伯     | 譚國佐 | 33年 | 1567年8月9日－1599年7月28日  | 隆慶元年七月戊午—萬曆廿七年六月甲申 | 譚功承子 |
| 第8代                       | 新寧伯     | 譚懋勛 | 25年 | 1599年9月27日－1623年        | 萬曆廿七年八月乙酉—天啟三年         | 譚國佐子 |
| 第9代                       | 新寧伯     | 譚弘業 |      | －1644年                     | 天啟—崇禎十七年                     | 譚懋勛子 |

### 應城伯
| 大明應城伯（1402年—1644年） |            |        |      |                               |                                       |          |
| 傳位                        | 諡號       | 姓名   | 年數 | 在位時間（公历）              | 在位時間（夏历）                      | 备注     |
| 第1代                       | 應城威武侯 | 孫巖   | 17年 | 1402年9月30日－1418年         | 建文四年九月甲申—永樂十六年六月       |          |
| 第2代                       | 應城伯     | 孫亨   | 4年  | 1420年－1423年                | 永樂十八年正月—永樂廿一年正月         | 孫巖子   |
| 第3代                       | 應城伯     | 孫英   | 2年  | 1423年3月29日－1424年         | 永樂廿一年二月己巳—永樂廿二年         | 孫亨子   |
| 第4代                       | 應城伯     | 孫傑   | 28年 | 1424年10月8日－1451年         | 永樂廿二年九月戊子—景泰二年十二月     | 孫英弟   |
| 第5代                       | 應城伯     | 孫繼先 | 52年 | 1452年－1503年                | 景泰三年—弘治十六年九月               | 孫傑子   |
| 第6代                       | 應城伯     | 孫鉞   | 37年 | 1503年11月7日－1539年         | 弘治十六年十月壬子—嘉靖十八年         | 孫繼先子 |
| 第7代                       | 應城伯     | 孫永爵 | 17年 | 1540年11月22日－1556年4月14日 | 嘉靖十九年十月壬午—嘉靖卅五年三月甲子 | 孫鉞孫   |
| 第8代                       | 應城伯     | 孫文棟 | 34年 | 1556年10月17日－1589年        | 嘉靖卅五年九月庚午—萬曆十七年         | 孫永爵子 |
| 第9代                       | 應城伯     | 孫允恭 | 12年 | 1589年7月16日－1600年         | 萬曆十七年六月庚辰—萬曆廿八年六月甲申 | 孫文棟子 |
| 第10代                      | 應城伯     | 孫廷勳 | 40年 | 1605年11月25日－1644年        | 萬曆卅三年十月丙辰—崇禎十七年         | 孫允恭子 |

### 富昌伯
| 大明富昌伯（1402年—1406年） |        |      |      |                       |                               |      |
| 傳位                        | 諡號   | 姓名 | 年數 | 在位時間（公历）      | 在位時間（夏历）              | 备注 |
| 第1代                       | 富昌伯 | 房勝 | 5年  | 1402年9月30日－1406年 | 建文四年九月甲申—永樂四年十月 |      |

### 忻城伯
| 大明忻城伯（1402年—1645年） |            |        |      |                             |                                         |          |
| 傳位                        | 諡號       | 姓名   | 年數 | 在位時間（公历）            | 在位時間（夏历）                        | 备注     |
| 第1代                       | 忻城武毅伯 | 趙彝   | 25年 | 1402年9月30日－1426年       | 建文四年九月甲申—宣德元年正月           |          |
| 第2代                       | 忻城伯     | 趙榮   | 42年 | 1426年8月29日－1467年       | 宣德元年七月戊午—成化三年六月           | 趙彝子   |
| 第3代                       | 忻城伯     | 趙溥   | 37年 | 1468年8月16日－1504年       | 成化四年七月丙戌—弘治十七年閏四月       | 趙榮子   |
| 第4代                       | 忻城伯     | 趙槿   | 14年 | 1505年9月29日－1518年       | 弘治十八年九月甲申—正德十三年正月       | 趙溥從子 |
| 第5代                       | 忻城伯     | 趙武   | 39年 | 1519年1月26日－1556年7月6日 | 正德十三年十二月辛卯—嘉靖卅五年五月丁亥 | 趙槿子   |
| 第6代                       | 忻城伯     | 趙祖胤 | 4年  | 1558年4月23日－1561年       | 嘉靖卅七年四月癸未—嘉靖四十年           | 趙武子   |
| 第7代                       | 忻城伯     | 趙祖征 | 15年 | 1563年10月14日－1577年      | 嘉靖卌二年九月癸卯—萬曆五年             | 趙祖胤弟 |
| 第8代                       | 忻城伯     | 趙泰修 | 20年 | 1578年－1597年8月17日       | 萬曆六年—萬曆廿五年七月甲午             | 趙祖征子 |
| 第9代                       | 忻城伯     | 趙世新 |      | 1598年10月14日－            | 萬曆廿六年九月丁酉—                     | 趙泰修子 |
| 第10代                      | 忻城伯     | 趙之龍 | 26年 | 1620年10月8日－1645年       | 泰昌元年九月丁亥—弘光元年五月           | 趙世新子 |

### 雲陽伯
| 大明雲陽伯（1402年—1410年） |        |      |      |                       |                               |      |
| 傳位                        | 諡號   | 姓名 | 年數 | 在位時間（公历）      | 在位時間（夏历）              | 备注 |
| 第1代                       | 雲陽伯 | 陳旭 | 9年  | 1402年9月30日－1410年 | 建文四年九月甲申—永樂八年三月 |      |

### 廣恩伯
| 大明廣恩伯（1402年—1430年） |        |      |      |                       |                               |      |
| 傳位                        | 諡號   | 姓名 | 年數 | 在位時間（公历）      | 在位時間（夏历）              | 备注 |
| 第1代                       | 廣恩伯 | 劉才 | 29年 | 1402年9月30日－1430年 | 建文四年九月甲申—宣德五年三月 |      |

### 忠誠伯
| 大明忠誠伯（1402年—？） |        |      |      |                  |                   |      |
| 傳位                    | 諡號   | 姓名 | 年數 | 在位時間（公历） | 在位時間（夏历）  | 备注 |
| 第1代                   | 忠誠伯 | 茹瑺 |      | 1402年9月30日－  | 建文四年九月甲申— |      |

### 順昌伯
| 大明順昌伯（1402年—1405年） |        |      |      |                       |                               |      |
| 傳位                        | 諡號   | 姓名 | 年數 | 在位時間（公历）      | 在位時間（夏历）              | 备注 |
| 第1代                       | 順昌伯 | 王佐 | 4年  | 1402年9月30日－1405年 | 建文四年九月甲申—永樂三年八月 |      |

### 平江伯
| 大明平江伯（1402年—？） |            |        |      |                              |                                       |          |
| 傳位                    | 諡號       | 姓名   | 年數 | 在位時間（公历）             | 在位時間（夏历）                      | 备注     |
| 第1代                   | 平江恭襄侯 | 陳瑄   | 32年 | 1402年9月30日－1433年        | 建文四年九月甲申—宣德八年十月         |          |
| 第2代                   | 平江伯     | 陳佐   | 2年  | 1435年3月13日－1436年        | 宣德十年二月丙辰—正統元年             | 陳瑄子   |
| 第3代                   | 黟國莊敏公 | 陳豫   | 13年 | 1437年5月28日－1449年        | 正統二年四月癸未—正統十四年十一月     | 陳佐子   |
|                         |            |        |      |                              | 正統十四年十一月進封侯                |          |
| 第4代                   | 平江伯     | 陳銳   | 39年 | 1464年11月16日－1503年初     | 天順八年十月丁酉—弘治十五年十二月     | 陳豫子   |
| 第5代                   | 平江伯     | 陳熊   | 7年  | 1503年11月2日－1510年1月20日 | 弘治十六年十月己末—正德四年十二月戊戌 | 陳銳子   |
| 复封                    | 平江伯     | 陳熊   | 2年  | 1510年－1512年1月12日        | 正德五年—正德六年十二月庚子           | 陳銳子   |
| 第6代                   | 平江武襄伯 | 陳圭   | 33年 | 1522年3月14日－1555年1月15日 | 嘉靖元年二月甲午—嘉靖卅三年十二月己丑 | 陳熊從子 |
| 第7代                   | 平江伯     | 陳王謨 | 20年 | 1555年3月31日－1574年        | 嘉靖卅四年三月甲辰—萬曆二年十一月     | 陳圭子   |
| 第8代                   | 平江伯     | 陳啟嗣 |      | 1604年8月23日－              | 萬曆卅二年七月丁丑—                   | 陳王謨孫 |
|                         |            |        |      |                              | 陳啟嗣子陳治安崇禎元年五月戊寅襲侯    |          |

### 寧陽伯
| 大明寧陽伯（1403年—1410年） |        |      |      |                              |                                     |        |
| 傳位                        | 諡號   | 姓名 | 年數 | 在位時間（公历）             | 在位時間（夏历）                    | 备注   |
| 第1代                       | 寧陽伯 | 陳懋 | 7年  | 1403年5月31日－1410年1月19日 | 永樂元年五月丁亥—永樂七年十二月壬子 | 陳亨子 |
|                             |        |      |      |                              | 永樂七年十二月壬子進封侯            |        |

### 武義伯
| 大明武義伯（1403年—1413年） |        |      |      |                       |                                 |        |
| 傳位                        | 諡號   | 姓名 | 年數 | 在位時間（公历）      | 在位時間（夏历）                | 备注   |
| 第1代                       | 武義伯 | 王通 | 11年 | 1403年5月31日－1413年 | 永樂元年五月丁亥—永樂十一年五月 | 王真子 |
|                             |        |      |      |                       | 永樂十一年五月進封成山侯        |        |

### 清遠伯
| 大明清遠伯（1403年—1408年） |        |      |      |                              |                                   |      |
| 傳位                        | 諡號   | 姓名 | 年數 | 在位時間（公历）             | 在位時間（夏历）                  | 备注 |
| 第1代                       | 清遠伯 | 王友 | 6年  | 1403年5月31日－1408年7月29日 | 永樂元年五月丁亥—永樂六年七月癸丑 |      |
|                             |        |      |      |                              | 永樂六年七月癸丑進封侯            |      |

### 榮昌伯
| 大明榮昌伯（1403年—1426年） |        |      |      |                            |                                     |        |
| 傳位                        | 諡號   | 姓名 | 年數 | 在位時間（公历）           | 在位時間（夏历）                    | 备注   |
| 第1代                       | 榮昌伯 | 陳賢 | 13年 | 1403年5月31日－1415年      | 永樂元年五月丁亥—永樂十三年十一月   |        |
| 第2代                       | 榮昌伯 | 陳智 | 11年 | 1416年9月1日－1426年5月9日 | 永樂十四年八月己巳—宣德元年四月丙寅 | 陳賢子 |

### 安鄉伯
| 大明安鄉伯（1403年—1644年） |        |        |      |                              |                                       |          |
| 傳位                        | 諡號   | 姓名   | 年數 | 在位時間（公历）             | 在位時間（夏历）                      | 备注     |
| 第1代                       | 安鄉伯 | 張興   | 5年  | 1403年5月31日－1407年        | 永樂元年五月丁亥—永樂五年正月         |          |
| 第2代                       | 安鄉伯 | 張勇   |      |                              | 永樂                                  | 張興兄子 |
| 第3代                       | 安鄉伯 | 張安   | 33年 | 1417年10月17日－1449年       | 永樂十五年九月庚申—正統十四年九月     | 張勇子   |
| 第4代                       | 安鄉伯 | 張寧   | 41年 | 1452年－1492年               | 景泰三年—弘治五年十一月               | 張安弟   |
| 第5代                       | 安鄉伯 | 張恂   | 15年 | 1493年－1507年               | 弘治六年—正德二年正月                 | 張寧弟   |
| 第6代                       | 安鄉伯 | 張坤   | 48年 | 1508年1月28日－1554年3月30日 | 正德二年十二月乙未—嘉靖卅三年二月戊戌 | 張恂子   |
| 第7代                       | 安鄉伯 | 張鐸   | 8年  | 1554年6月22日－1561年5月5日  | 嘉靖卅三年五月壬戌—嘉靖四十年四月辛亥 | 張坤子   |
| 第8代                       | 安鄉伯 | 張鋐   | 29年 | 1562年1月18日－1589年        | 嘉靖四十年十二月己巳—萬曆十七年       | 張鐸弟   |
| 第9代                       | 安鄉伯 | 張世恩 |      |                              |                                       | 張鋐子   |
| 第10代                      | 安鄉伯 | 張光燦 |      | －1644年                     | —崇禎十七年                           | 張世恩子 |

### 遂安伯
| 大明遂安伯（1403年—？） |            |        |      |                        |                                   |          |
| 傳位                    | 諡號       | 姓名   | 年數 | 在位時間（公历）       | 在位時間（夏历）                  | 备注     |
| 第1代                   | 遂安伯     | 陳志   | 8年  | 1403年5月31日－1410年  | 永樂元年五月丁亥—永樂八年五月     |          |
| 第2代                   | 遂安伯     | 陳英   | 23年 | 1410年10月26日－1432年 | 永樂八年九月壬辰—宣德七年正月     | 陳志孫   |
| 第3代                   | 遂安榮懷伯 | 陳塤   | 4年  | 1446年3月25日－1449年  | 正統十一年二月丙寅—正統十四年八月 | 陳英子   |
| 第4代                   | 遂安伯     | 陳韶   | 19年 | 1449年－1467年         | 正統十四年—成化三年               | 陳塤弟   |
| 复封                    | 遂安伯     | 陳韶   | 47年 | 1468年－1504年         | 成化四年—弘治十七年二月           | 陳塤弟   |
| 第5代                   | 遂安伯     | 陳鏸   | 36年 | 1504年6月20日－1539年  | 弘治十七年五月戊戌—嘉靖十八年二月 | 陳韶孫   |
| 第6代                   | 遂安伯     | 陳澍   |      | 1572年－               | 隆慶六年—                         | 陳鏸子   |
| 第7代                   | 遂安伯     | 陳瑋   | 29年 | 1601年1月27日－1628年  | 萬曆廿八年十二月癸巳—崇禎元年     | 陳澍子   |
| 第8代                   | 遂安伯     | 陳秉衡 |      |                        |                                   | 陳瑋子   |
| 第8代                   | 遂安伯     | 陳長衡 |      | 1641年－               | 崇禎十四年—                       | 陳秉衡弟 |

### 永新伯
| 大明永新伯（1405年—1418年） |        |      |      |                       |                                 |      |
| 傳位                        | 諡號   | 姓名 | 年數 | 在位時間（公历）      | 在位時間（夏历）                | 备注 |
| 第1代                       | 永新伯 | 許誠 | 14年 | 1405年11月5日－1418年 | 永樂三年十月丙子—永樂十六年二月 |      |

### 安遠伯
| 大明安遠伯（1408年—1410年） |        |      |      |                             |                                   |      |
| 傳位                        | 諡號   | 姓名 | 年數 | 在位時間（公历）            | 在位時間（夏历）                  | 备注 |
| 第1代                       | 安遠伯 | 柳升 | 3年  | 1408年7月29日－1410年9月6日 | 永樂六年七月癸丑—永樂八年八月壬寅 |      |
|                             |        |      |      |                             | 永樂八年八月壬寅進封侯            |      |

### 建平伯
| 大明建平伯（1408年—？） |        |        |      |                       |                                 |          |
| 傳位                    | 諡號   | 姓名   | 年數 | 在位時間（公历）      | 在位時間（夏历）                | 备注     |
| 第1代                   | 建平伯 | 高士文 |      |                       | 追封                            |          |
| 第2代                   | 建平伯 | 高福   | 17年 | 1408年7月29日－1424年 | 永樂六年七月癸丑—永樂廿二年九月 | 高士文子 |
| 第3代                   | 建平伯 | 高遠   | 64年 | 1425年2月25日－1488年 | 洪熙元年二月戊申—弘治元年七月   | 高福子   |
| 第4代                   | 建平伯 | 高進   | 5年  | 1489年4月3日－1493年  | 弘治二年三月辛酉—弘治六年十月   | 高遠弟   |
| 第5代                   | 建平伯 | 高霳   |      | 1494年3月27日－       | 弘治七年二月庚辰—嘉靖初         | 高遠子   |

### 景城伯
| 大明景城伯 |            |      |      |                  |                  |      |
| 傳位       | 諡號       | 姓名 | 年數 | 在位時間（公历） | 在位時間（夏历） | 备注 |
| 第1代      | 景城壯武伯 | 馬榮 |      |                  | 永樂八年追封     |      |

### 彭城伯
| 大明彭城伯（1411年—1644年） |        |        |      |                             |                                     |          |
| 傳位                        | 諡號   | 姓名   | 年數 | 在位時間（公历）            | 在位時間（夏历）                    | 备注     |
| 第1代                       | 彭城伯 | 張麒   | 6年  |                             | 永樂九年七月辛酉追封                | 昭皇后父 |
| 第2代                       | 彭城伯 | 張昶   | 15年 | 1424年－1438年              | 永樂廿二年—正統三年六月             | 張麒子   |
| 第3代                       | 彭城伯 | 張瑾   | 43年 | 1438年10月22日－1480年      | 正統三年十月乙卯—成化十六年四月     | 張昶子   |
| 第4代                       | 彭城伯 | 張信   |      | 1482年1月16日－             | 成化十七年十二月丁卯—               | 張瑾子   |
| 第5代                       | 彭城伯 | 張欽   | 34年 | 1505年11月2日－1538年3月8日 | 正德三年十月甲戌—嘉靖十七年二月壬子 | 張信子   |
| 第6代                       | 彭城伯 | 張勳   |      | 1538年9月8日－              | 嘉靖十七年八月丙辰—                 | 張欽子   |
| 第7代                       | 彭城伯 | 張熊   |      | 1551年7月8日－              | 嘉靖三十年六月壬戌—                 | 張勳弟   |
| 第8代                       | 彭城伯 | 張守忠 |      |                             | 萬曆                                | 張熊子   |
| 第9代                       | 彭城伯 | 張嘉猷 |      | 1613年2月11日－             | 萬曆四十年十二月辛亥—               | 張守忠子 |
| 第10代                      | 彭城伯 | 張光祖 | 17年 | 1628年7月31日－1644年       | 崇禎元年七月庚申—崇禎十七年         | 張嘉猷子 |

### 恭順伯
| 大明恭順伯（1412年—1425年） |            |        |      |                       |                                 |          |
| 傳位                        | 諡號       | 姓名   | 年數 | 在位時間（公历）      | 在位時間（夏历）                | 备注     |
| 第1代                       | 邠國忠壯公 | 吳允誠 | 6年  | 1412年2月14日－1417年 | 永樂十年正月戊子—永樂十五年四月 |          |
| 第2代                       | 恭順侯     | 吳克忠 | 8年  | 1418年4月3日－1425年  | 永樂十六年二月戊申—洪熙元年     | 吳允誠子 |
|                             |            |        |      |                       | 洪熙元年進封侯                  |          |

### 新泰伯
| 大明新泰伯 |            |      |      |                  |                    |      |
| 傳位       | 諡號       | 姓名 | 年數 | 在位時間（公历） | 在位時間（夏历）   | 备注 |
| 第1代      | 新泰剛勇伯 | 張欽 |      |                  | 永樂十五年二月追封 |      |

### 萊陽伯
| 大明萊陽伯 |            |      |      |                  |                    |      |
| 傳位       | 諡號       | 姓名 | 年數 | 在位時間（公历） | 在位時間（夏历）   | 备注 |
| 第1代      | 萊陽忠毅伯 | 周長 |      |                  | 永樂十五年二月追封 |      |

### 成武伯
| 大明成武伯 |            |      |      |                  |                    |      |
| 傳位       | 諡號       | 姓名 | 年數 | 在位時間（公历） | 在位時間（夏历）   | 备注 |
| 第1代      | 成武忠勇伯 | 陳亨 |      |                  | 永樂十六年三月追封 |      |

### 廣寧伯
| 大明廣寧伯（1419年—？） |            |        |      |                              |                                       |              |
| 傳位                    | 諡號       | 姓名   | 年數 | 在位時間（公历）             | 在位時間（夏历）                      | 备注         |
| 第1代                   | 廣寧忠武侯 | 劉榮   | 2年  | 1419年9月29日－1420年        | 永樂十七年九月壬子—永樂十八年四月     |              |
| 第2代                   | 廣寧伯     | 劉湍   | 15年 | 1421年初－1434年             | 永樂十八年十二月—宣德九年二月         | 劉榮子       |
| 第3代                   | 嶧國忠僖公 | 劉安   | 23年 | 1435年3月23日－1457年        | 宣德十年二月丙辰—天順元年二月         | 劉湍弟       |
|                         |            |        |      |                              | 天順元年二月進封侯                    |              |
| 第4代                   | 廣寧伯     | 劉瓘   | 5年  | 1476年7月9日－1480年         | 成化十二年六月庚寅—成化十六年         | 劉湍弟劉淮子 |
| 第5代                   | 廣寧伯     | 劉璇   | 10年 | 1480年5月15日－1489年        | 成化十六年四月丙辰—弘治二年九月       | 劉瓘弟       |
| 第6代                   | 廣寧伯     | 劉佶   | 34年 | 1490年1月3日－1522年12月27日 | 弘治二年十二月丙申—嘉靖元年十二月壬午 | 劉璇子       |
| 第7代                   | 廣寧康順伯 | 劉泰   | 25年 | 1523年3月4日－1548年9月3日   | 嘉靖二年二月己丑—嘉靖廿六年八月甲辰   | 劉佶子       |
| 第8代                   | 廣寧伯     | 劉允中 |      | 1553年－                     | 嘉靖卅一年—                           | 劉泰子       |
| 第9代                   | 廣寧伯     | 劉嗣德 |      | －1590年11月30日             | —萬曆十八年十一月壬寅                 | 劉允中子     |
| 第10代                  | 廣寧伯     | 劉允正 | 15年 | 1591年－1605年8月10日        | 萬曆十九年—萬曆卅三年六月己巳         | 劉允中弟     |
| 第11代                  | 廣寧伯     | 劉嗣爵 |      | 1610年10月22日－             | 萬曆卅八年九月戊申—                   | 劉允正子     |
| 第12代                  | 廣寧伯     | 劉嗣恩 |      | 1639年－                     | 崇禎十二年—                           | 劉嗣爵弟     |

### 惠安伯
| 大明惠安伯（1421年—1421年） |        |      |      |                       |                                 |      |
| 傳位                        | 諡號   | 姓名 | 年數 | 在位時間（公历）      | 在位時間（夏历）                | 备注 |
| 第1代                       | 惠安伯 | 金玉 | 2年  | 1421年1月23日－1421年 | 永樂十八年十二月甲寅—永樂十九年 |      |

### 永順伯
| 大明永順伯（1421年—1511年） |            |      |      |                              |                                         |        |
| 傳位                        | 諡號       | 姓名 | 年數 | 在位時間（公历）             | 在位時間（夏历）                        | 备注   |
| 第1代                       | 永順伯     | 薛斌 | 2年  | 1421年1月23日－1421年9月13日 | 永樂十八年十二月甲寅—永樂十九年八月丁未 |        |
| 第2代                       | 永順武毅侯 | 薛綬 | 26年 | 1424年9月2日－1449年8月30日  | 永樂廿二年八月辛未—正統十四年八月庚申   | 薛斌子 |
| 第3代                       | 永順伯     | 薛輔 | 27年 | 1450年9月1日－1476年         | 景泰元年七月丁卯—成化十二年正月         | 薛綬子 |
| 第4代                       | 永順伯     | 薛勛 | 36年 | 1476年7月8日－1511年         | 成化十二年六月己丑—正德六年六月         | 薛輔子 |

### 保昌伯
| 大明保昌伯 |            |      |      |                  |                    |      |
| 傳位       | 諡號       | 姓名 | 年數 | 在位時間（公历） | 在位時間（夏历）   | 备注 |
| 第1代      | 保昌忠威伯 | 程寬 |      |                  | 永樂二十年正月追封 |      |

### 平陰伯
| 大明平陰伯 |            |      |      |                  |                    |      |
| 傳位       | 諡號       | 姓名 | 年數 | 在位時間（公历） | 在位時間（夏历）   | 备注 |
| 第1代      | 平陰武襄伯 | 朱崇 |      |                  | 永樂二十年二月追封 |      |

### 武進伯
| 大明武進伯（1422年—？） |            |        |      |                               |                                       |          |
| 傳位                    | 諡號       | 姓名   | 年數 | 在位時間（公历）              | 在位時間（夏历）                      | 备注     |
| 第1代                   | 武進忠靖侯 | 朱榮   | 4年  | 1422年10月2日－1425年         | 永樂二十年九月辛未—洪熙元年七月       |          |
| 第2代                   | 武進忠愨侯 | 朱冕   | 25年 | 1425年11月29日－1449年8月3日  | 洪熙元年十月乙酉—正統十四年七月癸巳   | 朱榮子   |
| 第3代                   | 武進伯     | 朱瑛   | 12年 | 1449年－1461年初              | 正統十四年—天順四年十二月             | 朱冕子   |
| 第4代                   | 武進伯     | 朱雲   | 13年 | 1461年6月14日－1473年         | 天順五年五月丙午—成化九年十二月       | 朱瑛子   |
| 第5代                   | 武進伯     | 朱霖   | 16年 | 1474年4月10日－1489年         | 成化十年三月己酉—弘治二年九月         | 朱雲弟   |
| 第6代                   | 武進伯     | 朱潔   | 19年 | 1490年3月16日－1508年         | 弘治三年二月戊申—正德三年正月         | 朱霖子   |
| 第7代                   | 武進伯     | 朱本   | 10年 | 1508年5月16日－1517年         | 正德三年四月甲申—正德十二年十月       | 朱潔子   |
| 第8代                   | 武進伯     | 朱江   | 16年 | 1518年5月7日－1533年          | 正德十三年三月丁卯—嘉靖十二年五月     | 朱潔弟   |
| 第9代                   | 武進伯     | 朱海   | 10年 | 1539年10月25日－1548年9月22日 | 嘉靖十八年九月戊申—嘉靖廿七年八月癸亥 | 朱江弟   |
| 第10代                  | 武進伯     | 朱承勳 |      | 1558年3月26日－               | 嘉靖卅七年三月乙卯—                   | 朱海子   |
| 第11代                  | 武進伯     | 朱世雍 |      | 1572年－                      | 隆慶六年—                             | 朱承勳子 |
| 第12代                  | 武進伯     | 朱天爵 | 13年 | 1599年9月30日－1611年         | 萬曆廿七年八月戊子—萬曆卅九年         |          |
| 第13代                  | 武進伯     | 朱自洪 |      | 1612年11月14日－              | 萬曆四十年十月壬午—                   | 朱天爵子 |

### 安順伯
| 大明安順伯（1422年—1490年） |            |      |      |                              |                                     |                |
| 傳位                        | 諡號       | 姓名 | 年數 | 在位時間（公历）             | 在位時間（夏历）                    | 备注           |
| 第1代                       | 濱國忠勇公 | 薛貴 | 5年  | 1422年10月2日－1426年8月31日 | 永樂二十年九月辛未—宣德元年七月庚申 | 初名脫火赤     |
|                             |            |      |      |                              | 宣德元年七月庚申進封侯              |                |
| 第2代                       | 安順伯     | 薛忠 | 6年  | 1457年－1462年               | 天順元年七月—天順六年十二月         | 薛貴從子薛山子 |
| 第3代                       | 安順伯     | 薛珤 | 28年 | 1463年4月26日－1490年        | 天順七年四月丁卯—弘治三年二月       | 薛忠子         |